# جيني كوين
جيني كوين (بالإنجليزية: Jenny Queen)‏ هي مغنية مؤلفة أمريكية، ولدت في 18 مارس 1979 في سبرينغفيلد في الولايات المتحدة.

## وصلات خارجية
- الموقع الرسمي
- جيني كوين على موقع ميوزك برينز (الإنجليزية)